# Римокатоличка црква Свете Розалије у Темерину
Римокатоличка црква Свете Розалије у Темерину подигнута је 1804. године, припада Суботичкој Бискупији Римокатоличке цркве.
Црква је страдала 1848. године када је срушен торањ, па је 1853. године темељно обновљена. Године 1928. је проширивана, а 1954. године је изнутра обновљена, а 1957. године подигнут је нови торањ, да би у периоду од 1960. до 1966. године обнављана и проширена додатним крововима. Дуга је 37m, широка 12m, висина лађе је 15m, попречна лађа је 30m дугачка, а торањ 40m. Има четири звона.  
Жупа је осамостаљена и саграђена је нова црква која је посвећена у Години Јубилеја 2000. године у част Лурдске госпе.